# Clara (Entre Ríos)
Villa Clara is een plaats in het departement Villaguay in het midden van de provincie Entre Ríos in Argentinië. In  2001 had Villa Clara een kleine 3000 inwoners.